# Aktion Arbeitsscheu Reich
Como parte del "Arbeitsscheu Reich" (perezosos del Reich) en abril y junio de 1938, en dos oleadas de arrestos, más de 10.000 hombres como los llamados "elementos antisociales del triángulo negro" fueron internados en campos de concentración. Durante la llamada operación de junio también fueron arrestados unos 2.500 judíos que habían recibido condenas anteriores por diversas razones.

## Terminología
El término Arbeitsscheu Reich (vago, que no le gusta o no puede trabajar) se remonta a la correspondencia oficial, que se llevó a cabo junto con arrestos masivos. En el campo de concentración de Buchenwald, a los detenidos se les llamaba inicialmente "prisioneros de trabajo obligatorio del Reich", y más tarde se les denominó Arbeitsscheu Reich (ASR). Este término fue retomado por Hans Buchheim, originalmente utilizado por Wolfgang Ayass para ambas oleadas de detención y se convirtió en el término estándar utilizado. Los "vagos para el trabajo" eran aquellos que eran delincuentes, se habían negado a trabajar o encajaban en otras descripciones consideradas socialmente indeseables.
Sin embargo, también se utilizó el término contemporáneo "especial de junio" para la segunda ola de arrestos y judíos condenados. Se usó en gran parte en 1938, sin embargo, de ninguna manera se usó universalmente. "Especial de junio" se usó como una connotación más para judíos, mientras que Arbeitsscheu Reich se usó más para arrestos generales.

## Operación en abril de 1938
La detención y deportación de "individuos asociales" se remonta al "decreto básico de prevención del delito por la policía" emitido por el Ministerio del Interior el 14 de diciembre de 1937. La orden preveía la prisión preventiva de los considerados delincuentes profesionales o habituales, y luego se extendió a cualquiera que pudiera "poner en peligro a la sociedad con un comportamiento asocial".
Después del plan de Heinrich Himmler del 26 de enero de 1938, las autoridades comenzaron una "incautación única, completa y sorprendente" realizada a los Arbeitsscheu. Se trataba de hombres en edad de trabajar que habían rechazado dos veces un trabajo que se les ofrecía o habían renunciado al poco tiempo. Después de realizar esta operación, la Gestapo cooperó con las oficinas laborales para tratar con estos hombres.
La implementación de la acción estaba prevista para marzo, pero se pospuso debido a la anexión de Austria. La operación de arresto fue de gran alcance en todo el Reich en el período del 21 al 30 de abril. En general, hubo entre 1.500 y 2.000 hombres Arbeitsscheu deportados al campo de concentración de Buchenwald.

## Operaciones en mayo y junio de 1938
Los detenidos bajo el estatus de "delincuentes preventivos" no se limitaron a los Arbeitsscheu, sino que se utilizaron en arrestos de manera mucho más amplia. Una directiva de implementación del Código Penal del Reich en abril de 1938 definió "asocial" como cualquier persona que mostrara mala conducta continua o violaciones repetidas de la ley, que no encajara en la comunidad y se sometiera al "orden evidente" que deseaba el estado nazi. Estos en particular eran vagabundos, mendigos, prostitutas, gitanos y alcohólicos. Incluso se incluyeron personas con enfermedades venéreas no tratadas.
Por directrices personales de Hitler, los judíos fueron incluidos en la orden. Wolf Gruner cita la declaración hecha por Hitler en la última semana de mayo de 1938 en la siguiente anotación: "la finalización de los principales movimientos de tierra en todo el Reich" sería completada por "judíos criminales y antisociales para ser arrestados". Cuando la orden fue emitida de manera oral, se malinterpretó, porque el significado de "antisocial" cambió según el uso de mayúsculas o minúsculas. De hecho, el cuartel general de la policía estatal en Viena tomó una iniciativa "relámpago" y ordenó que las comisarías de policía del distrito el 24 de mayo de 1938 "arrestaran inmediatamente a judíos desagradables, especialmente predispuestos criminalmente, y llevarlos al campo de concentración de Dachau". Los dos primeros transportes del 31 de mayo y el 3 de junio incluyeron a casi 1.200 judíos y Wolf Gruner los denomina "promociones austriacas".
En las deportaciones de junio, fueron predominantemente las personas "antisociales" las que fueron arrestadas. En general, para la segunda acción, eran en su mayoría judíos que vivían dentro de Austria, cuyos antecedentes penales incluían condenas de más de cuatro semanas, quienes se consideraban "antisociales". Esta próxima ola de arrestos, conocida como la operación de junio, llevó a que la policía arrestara a unos 9.000 hombres entre el 13 y el 18 de junio.
En el "especial de junio", los judíos fueron detenidos de manera desproporcionada con unos 2.300 hombres en total. Los antecedentes penales a menudo no se basaban solo en la delincuencia normal, sino que se basaban en gran medida en el seguimiento de varios delitos del pasado, incluidas infracciones menores como infracciones de tráfico.
211 prisioneros judíos fueron admitidos en el campo de concentración de Dachau. 1.256 judíos fueron admitidos en el campo de concentración de Buchenwald y 824 en el campo de concentración de Sachsenhausen, donde fueron objeto de hostigamiento.

## Clasificación
El enfoque de la actividad de la policía de seguridad para combatir a los enemigos políticos se había desplazado hacia el rechazo del comportamiento "antisocial", que tendía a ser una conducta socialmente dañina supuestamente debido a una predisposición hereditaria. Heydrich justificó la operación en una carta rápida a los centros de control de la policía criminal, afirmando que no se tolerarían comportamientos antisociales más allá de la capacidad de trabajo, para no tener retrocesos en el plan de infraestructura de cuatro años.
Wolfgang Ayass sugiere que los trabajadores a menudo no se elegían en función de la supuesta peligrosidad del individuo o de su comportamiento "asocial", sino que su capacidad laboral era a menudo el criterio de detención decisivo. En muchos campos de concentración, estos hombres fueron marcados con un triángulo negro y formaron grupos de trabajadores "asociales" hasta el estallido de la guerra más grande. Martin Broszat señaló que en ese momento las SS comenzaron a aumentar la producción de material para sus armamentos y edificios y en los campos de concentración se necesitaban mayores cuotas de prisioneros. Los trabajadores Arbeitsscheu a menudo se usaban como disuasión para otros "holgazanes" en la fuerza laboral, ya que a menudo tenían tareas más difíciles.
El "especial de junio" fue también el primero llevado a cabo por la policía de seguridad a su discreción, en el que un gran número de judíos alemanes fueron deportados a campos de concentración. Su inclusión en la operación de junio se remonta a las órdenes personales de Hitler del 1 de junio de 1938 de incluirlos. Christian Dirks sugiere una conexión con los ataques antisemitas en Berlín, que, a partir de mayo, se intensificaron del 13 al 16 de junio de 1938 con boicots a tiendas judías, pintadas en tiendas, redadas en cafés y arrestos. Christian Faludi señaló una conexión entre Joseph Goebbels y Wolf-Heinrich Graf von Helldorf al organizar "disturbios callejeros antisemitas" en Berlín y promover el objetivo de una "solución estatal totalmente centralizada" por parte del aparato de inteligencia de Reinhard Heydrich y Heinrich Himmler.
Wolfgang Ayass creía que los números en el Arbeitsscheu Reich se deterioraron, considerando que en su mayoría fueron liberados en 1939 en la amnistía con motivo del quincuagésimo cumpleaños de Hitler. Nunca se repitieron arrestos masivos comparables para estos grupos. Sin embargo, hasta 1945, todavía había prisioneros "asociales" y Arbeitsscheu continuos enviados a campos de concentración. El propio Himmler estimó en 1943 que el número total de detenidos "antisociales" y "criminales profesionales" rondaba las 70.000 personas.
Julia Hoerath señala que las órdenes de "prevención racial general" a menudo estaban en conflicto entre las autoridades locales y centrales. Los líderes de las SS y la Gestapo no establecieron de inmediato la autoridad sobre el tema.